# شیما کلباسی
شیما کلباسی، (متولد ۲۰ نوامبر ۱۹۷۲ در تهران) شاعر، کنشگر سیاسی، نویسنده و فیلم‌ساز مسائل زنان، ایرانی آمریکایی می‌باشد. عمده نوشته‌ها و موضوعات فعالیتی کلباسی پیرامون، پناهندگان و حقوق آنها، حقوق بشر، نقد قوانین مذهبی، آزادی بیان و نقص حقوق اجتماعی می‌باشد. وی همچنین در حوزه مسائل زنان و فمنیسم، حقوق کودکان و اقلیت‌ها نیز فعالیت‌دارد. شیما کلباسی عضو بنیانگذار گروه فرشگرد است که از رضا پهلوی پشتیبانی می‌کند.

## زندگی‌نامه
شیما کلباسی در ۲۹ آبان ۱۳۵۱ در تهران به دنیا آمد. پدرش از افسران ساواک بود. او در خصوص علاقه اش به نوشتن شعر اظهار داشته که حافط شیرازی در پیداش این مسئله در او اثرگذار بوده و اولین شعر خود را در هشت سالگی نوشته است. او مدتی را در پاکستان زندگی کرده و مشغول تدریس داوطلبانه به کودکان پناهجو بهائی در لاهور و قومیت‌های مختلف در اسلام‌آباد بوده است. وی در این باره اظهار داشت که تجربه چنین شرایطی باعث الهام گرفتن در اشعارش شده است. او بنیانگذار شرکت ریل‌کانتکت (شرکت تولید فیلم‌های مستند با تمرکز بر روی حقوق بشر)، می‌باشد.
او مسائلی در ایران چون اعدام، سنگسار و همین‌طور نحوه برخورد با: اقلیت‌های مذهبی و قومی، اتحادیه‌های صنفی، دانشجویان و فعالان حقوق زنان توسط حکومت جمهوری اسلامی را نقض حقوق بشر قلمداد می‌کند.

## کنشگری‌ها
او یکی از امضاکنندگان بیانیه ۱۴ فعال سیاسی زن خارج کشور می‌باشد. وی همچنین یکی از ۴۰ نفر از مؤسسان سازمان فرشگرد که یک حرکت اپوزیسیون با هدف تغییر حکومت در ایران است، می‌باشد. وی همچنین یکی از ۳۰ نفر امضاکننده نامه در اعتراض به بهائی‌ستیزی در ایران بود.

## دیدگاه‌های سیاسی
شیما کلباسی عقاید ضد کمونیستی دارد و با هر جریان سیاسی طبقهٔ کارگر که خواهان تأسیس حکومتی کارگری در ایران باشد مخالف است. او همچنین با برقراری فدرالیسم در ایران مخالف است و ادارهٔ کشور به صورت فدرالی را نافی یکپارچگی کشور می‌داند.

## کتاب‌ها
- شعر زنان ایران (ویرایشگر، ریل‌کانتکت انتشارات، ۲۰۰۸)[۱۲]
- هفت شهر عشق، گلچینی دو زبانه از شاعران زن از قرون میانه تا به امروز در ایران (مترجم، ویراستار ، انتشارات هنری خیزش ققنوس، ۲۰۰۸)[۱۲]
- پژواک در تبعید (انتشارات هنری خیزش ققنوس، ۲۰۰۶)[۱۲]
- سنگسار (انتشارات سندباد، ۲۰۰۵)
- نه (انتشار اینترنتی)[۱۳]

## فیلم‌شناسی
| فیلم                                 | تاریخ | سبک          |
| ------------------------------------ | ----- | ------------ |
| زنان در خط مقدم                      | ۲۰۱۳  | مستند        |
| برای رؤیای راندن - سیمین بهبهانی     | ۲۰۱۳  | فیلم شاعرانه |
| بنفشه حجازی - ناامیدی                | ۲۰۱۳  | فیلم شاعرانه |
| من به این دنیا خوانده شدم - شعله ولپ | ۲۰۱۳  | فیلم شاعرانه |
| فرزانه قوامی - پارک                  | ۲۰۱۳  | فیلم شاعرانه |

## جوایز
- جایزه و شناخت حقوق بشر، مرکز پناهندگان، UNHCR، اسلام‌آباد، پاکستان
- حزب‌الله، از پژواک در تبعید، بهترین شعر، هاروست اینترنشنال.
- مسافر، مقام سوم، جرسی ورکز.

### نامزدی‌ها
- پژواک در تبعید، مجموعه، کتابخانه سالانه جایزه ادبی ویرجینیا، ۲۰۰۸.
- پژواک در تبعید، جایزه پوشکارت، ۲۰۰۸.
- هفت شهر عشق، جایزه PEN برای ترجمه در شعر، ۲۰۰۸.
- هفت شهر عشق، جایزه کتاب گرگ انیسفیلد، ۲۰۰۸.